# 卡美哈梅哈四世
卡美哈梅哈四世（Kamehameha IV，1834年—1863年）原名亞歷山大·伊奧拉尼·利霍利霍·柯阿威努伊（Alexander ʻIolani Liholiho Keawenui），是夏威夷王國第四代國王，1855年1月11日至1863年11月30日在位。
亞歷山大於1834年2月9日出生於歐胡島的檀香山，父親為高級酋長、歐胡島總督馬太歐·柯庫阿瑙阿（Mataio Kekūanāoʻa），母親為卡美哈梅哈三世時期的王國共治者伊莉莎白·基瑙公主（Princess Elizabeth Kīnaʻu）。亞歷山大是夏威夷開國君主卡美哈梅哈一世的外孫，也是卡美哈梅哈三世的外甥。童年時期，亞歷山大就被舅舅卡美哈梅哈三世收為養子，確立為王國的繼承人。

## 教育
後來，亞歷山大入學檀香山皇家學校，由信仰加爾文主義的傳教士阿摩斯·庫克（Amos Cooke）夫婦對他進行教育。入學時，亞歷山大由30名僕人陪伴著來到學校，但後來這些僕人都被國王送了回去，亞歷山大第一次體驗了沒有僕人的生活。在皇家學校裡，亞歷山大學會了吹長笛和彈鋼琴，並且對唱歌、表演、板球產生了興趣。14歲時，他離開了皇家學校，進入法學院進修。15歲時，亞歷山大作為一名夏威夷政府官員出訪了英國、美國、巴拿馬。在旅行中，亞歷山大留下了一些旅行日誌。
法國的德·圖梅林（Louis de Tromelin）上校襲擊檀香山港之後，宣稱是為了報復夏威夷二十年來對天主教傳教士的驅逐。夏威夷計畫派出一個外交使團訪問法國。這個使團提出了三個要求：抑制天主教學校的創建，對法國的白蘭地酒徵收高關稅，在與法國領事和公民辦理事務時一律使用法語。雖然這個問題已經談判了多年，卡美哈梅哈三世最終不得不派格力克·帕爾梅爾·朱德醫生（Dr. Gerrit Parmele Judd）第三次赴法談判。這次哈里里奧（Haʻalilio）和威廉·理查茲（William Richards）也隨同前往。卡美哈梅哈三世國王希望這次談判能使夏威夷未來免受法國的攻擊。國王的顧問建議派王儲亞歷山大和王儲的哥哥洛特（Lot）一同出發，認為這樣做會使王儲在旅行中受益匪淺。
在朱德醫生的監督下，亞歷山大兄弟二人于1849年9月隨船前往美國舊金山。在遊覽了加州之後，一行繼續訪問了巴拿馬、牙買加、紐約和華盛頓。他們周遊歐洲列國，會見了許多國家元首。由於能說一口流利的英語和法語，亞歷山大能夠很好地融入歐洲社會。他在巴黎逗留了三個月，法國總統路易·拿破崙在杜樂麗宮接見了他，表示願意同夏威夷和解，但談判依舊未有進展。
談判失敗後，王子與朱德醫生等人再次來到英國。他會見了巴麥尊勳爵、阿爾伯特王子及其他許多英國貴族。由於英國女王維多利亞的第七個兒子亞瑟即將出生，女王在社交場合都由阿爾伯特王子代為接見。阿爾伯特王子熱情地接見了他。
1850年，亞歷山大兄弟與朱德醫生、英國阿爾伯特王子等人同時搭乘英國船隻駛往美國。美國給亞歷山大最深刻的印象就是種族歧視。在前往紐約的途中，亞歷山大、洛特和朱德醫生事先佔據了一個車廂，然而列車長卻前來告訴亞歷山大，說他無權佔有這個車廂，僅僅因為他有較深的膚色。 到達紐約之後，朱德醫生的一位朋友宴請了他們。但那位朋友的男管家拒絕為「黑人」服務。出於報復，管家將兒童用的圍兜放在了他們的面前。雖然亞歷山大十分驚訝，但是他在美國見到了許多新奇而古怪的事物，因此平靜地將圍兜穿了起來。主人見自己的管家竟開如此刻薄的玩笑，十分憤怒。
無疑，這些在美國期間所遇到的種族歧視，以及亞歷山大在6歲時所見到的專橫、拘謹而挑剔的美國使團，使成年之後的亞歷山大有了一種反美的政治傾向。他的弟弟洛特也是一樣。

## 繼承王位
1852年，亞歷山大回國之後，被安排在樞密院與貴族院任職。卡美哈梅哈三世以此培養他的治國經驗，為未來繼承王位鋪平道路。在這段期間，亞歷山大努力學習了幾門歐洲語言，逐漸適應了歐洲傳統社會的標準。1855年1月11日，亞歷山大繼位為王，是為卡美哈梅哈四世，當時年僅20歲。

## 艾瑪王后與阿爾伯特王子

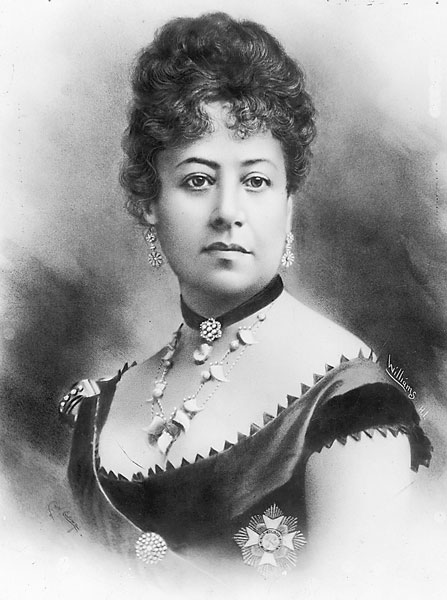
艾瑪王后（1836年1月2日－1885年4月25日），卡美哈梅哈四世時期王國的共治者

卡美哈梅哈四世的妻子艾瑪·茹克（Emma Rooke）擁有英國血統，是卡美哈梅哈一世的英國顧問約翰·揚（John Young）的外孫女，與卡美哈梅哈一世有血緣關係。卡美哈梅哈四世即位後，艾瑪王后出任王國的共治者。在亞歷山大與艾瑪王后的婚禮上，亞歷山大忘記了他們的結婚戒指。埃利沙·亞倫酋長（Chief Elisha Allen）隨機應變，迅速摘下了自己的金戒指遞給國王，婚禮才得以正常進行。
1858年，國王的唯一兒子阿爾伯特·愛德華·考伊柯奧烏利·卡雷歐帕帕·卡美哈梅哈（Albert Edward Kauikeaouli Kaleiopapa a Kamehameha）出生。阿爾伯特王子的洗禮在檀香山聖安德烈教堂（Cathedral Church of Saint Andrew）舉行，其教母是英國的維多利亞女王。小王子于4歲時死去。亞歷山大認為自己應該對阿爾伯特之死負責。因為王子希望得到一些從未得到的東西，於是亞歷山大給王子淋了冷水浴，希望王子冷靜下來，不料王子卻因此導致了疾病惡化。

## 遏制美國勢力
卡美哈梅哈四世即位的時候，正值美國人口不斷增長的時期，美國人運用經濟和政治的手段向夏威夷王國施壓。亞歷山大擔心美國會發動一場兼併夏威夷的運動。而在卡美哈梅哈三世時期，英國人也曾計畫與夏威夷簽訂兼併條約。他強烈地預感到夏威夷被兼併的那一刻將會是王國及其子民的末日。與併合相反的是，國王希望與美國簽訂互惠條約，包括夏、美兩國貿易和關稅問題。但他未能成功。為了平衡掉上述美國的利益，亞歷山大開展了一場限制夏威夷對美國貿易與公司依賴性的戰役。國王在位期間，試圖與英國等歐洲國家進行談判，但在談判尚無成果的情況下國王就逝世了。

## 麻風病
亞歷山大與艾瑪王后統治期間，致力於保障夏威夷民眾的健康和教育。他們擔心一些外國傳來的疾病，如麻風、流感等，可能會降低夏威夷的人口。1855年，國王寫信給立法院，要求推出一個議案，成立全民醫療保障的場所，包括公共醫院和敬老院。然而根據1852年憲法，國王的權力受到立法院的制約。立法院否決了國王的議案。
國王夫婦隨後對商人、富翁等進行遊說，希望通過以國王夫婦名義建立的醫療基金會的議案。這項議案以壓倒性優勢獲得通過。國王夫婦建立了王后醫藥中心（The Queen's Medical Center），這個中心至今仍是世界上技術最為先進的醫藥中心之一。這項基金同時也資助了茂伊島對麻風病治療的研究機構。

## 耶誕節之爭
1856年，一些美國傳教士反對在夏威夷舉行耶誕節慶祝，認為這在夏威夷是異教徒的慶典。於是卡美哈梅哈四世規定12月25日為王國的法定假日感恩節。六年後，他取消了這項法令，正式規定耶誕節為王國的法定假日。夏威夷歷史上的第一顆耶誕樹則於卡美哈梅哈五世時期被傳入。

## 兼併希卡雅那
一些希卡雅那環礁（坐標8°22′43″S 162°42′47″E / 8.37861°S 162.71306°E，今屬所羅門群島）的原住民相信他們的島嶼於1856年（或1855年）被夏威夷兼併。後來夏威夷於1898年為美國併合，希卡雅那隨後也曾併入美國。但美國不同意希卡雅那的併入。

## 逝世
亞歷山大於1863年11月30日死於慢性哮喘，享年29歲。由哥哥洛特繼位，是為卡美哈梅哈五世。夏威夷原住民相信國王的英年早逝是一個懲罰，因為他的子民背叛了他們的神靈。在國王的葬禮上，八百名學生與教師遊行著向國王的遺體告別。1864年2月3日，國王的遺體被埋葬在稱為「毛納·阿拉」（Mauna ʻAla）的夏威夷皇家陵園裡。
艾瑪王后依然活躍於夏威夷政壇。1874年，路納利羅國王逝世後，艾瑪王后參加了國王競選，但被卡拉卡瓦擊敗。

## 紀念
每年的11月28日被美國聖公會定為教會年曆的假日「亞歷山大（卡美哈梅哈四世）與艾瑪節」，以紀念亞歷山大國王（卡美哈梅哈四世）與艾瑪王后。

## 腳註及參考資料
1. 1 2 3  .   [2010-01-20]. （原始内容存档于2019-11-06）.
2. ↑  . state archives digital collections. state of Hawaii.   [2009-11-27]. （原始内容存档于2011-10-07）.
3. ↑   (PDF).   [2010-01-20]. （原始内容 (PDF)存档于2007-03-07）.
4. ↑  Kanahele, George S.. Emma: Hawai'i's Remarkable Queen : a Biography . University of Hawaii Press, 1999. Page 78-79
5. ↑   (PDF). United States Government Accounting Office. November 1997  [2009-11-27]. （原始内容存档 (PDF)于2013-11-03）. page 39, footnote 2

- The Journal of Prince Alexander Liholiho, The Voyages Made to the United States, England and France in 1849-1850. Edited by Jacob Adler. The University of Hawaii Press for The Hawaiian Historical Society, 1967, page 119.

## 外部連結
- American National Biography of Kamehameha IV （页面存档备份，存于）
- American National Biography of Queen Emma （页面存档备份，存于）
- The Queen's Hospital Biography of Founder King Kamehameha IV （页面存档备份，存于）
- Aloha-Hawaii.com
- Kamehameha IV (Alexander Liholiho) 1834-1863 （页面存档备份，存于）
- Alexander and Emma
- Honolulu Advertiser Kamehameha IV （页面存档备份，存于）
- http://www.keouanui.org/Kamehameha4.html （页面存档备份，存于）
- Kamehameha IV （页面存档备份，存于） at Find a Grave
- King Alexander Liholiho ʻIolani
- Kamehameha IV
- Ua Nani `O Nu'uanu - Mele Inoa for Alexander Liholiho （页面存档备份，存于）
- PictureHistory Kamehameha IV

| 前任者： 卡美哈梅哈三世 | 夏威夷國王 1855年1月11日—1863年11月30日 | 繼任者： 卡美哈梅哈五世 |